# Eria (rivière)
L'Eria est un cours d’eau espagnol dans la communauté autonome de Castille-et-León, et un affluent de l'Órbigo dans le bassin du fleuve le Douro.

## Géographie
Le Rio Eria a 101 km de longueur[réf. nécessaire].

### Bassin versant
Le bassin versant de 657 km2[réf. nécessaire].

## Hydrologie
Le module du Rio Eria est de 6,3 m3/s[réf. nécessaire].

## Source de la traduction
- (es) Cet article est partiellement ou en totalité issu de l’article de Wikipédia en espagnol intitulé « Río Eria » (voir la liste des auteurs).